# Philip Carey
Philip Carey (oft auch Phil Carey; * 15. Juli 1925 in Hackensack, New Jersey; † 6. Februar 2009 in New York City, New York; eigentlich Eugene Joseph Carey) war ein US-amerikanischer Schauspieler.

## Leben
Philip Carey wuchs in Long Island auf und diente im Zweiten Weltkrieg und im Koreakrieg beim United States Marine Corps. Nach einem Schauspielstudium an der University of Miami begann er seine Karriere Anfang der 1950er Jahre mit einem Vertrag bei Warner Bros., wo er verschiedene Nebenrollen spielte, zum Beispiel in Unternehmen Seeadler mit John Wayne. 1953 wechselte er zu Columbia Pictures und trat dort unter anderem in zahlreichen Western auf. 1956 nahm er die Hauptrolle in der Westernserie Tales of the 77th Bengal Lancers an, 1959 folgte die Titelrolle in der Serie Philip Marlowe, die er bis zur Absetzung der Serie in 26 Folgen spielte. In den 1960er Jahren spielte er in weiteren Western und hatte Gastrollen in verschiedenen Serien wie Westlich von Santa Fé und Die Leute von der Shiloh Ranch. Zwischen 1965 und 1967 hatte er die wiederkehrende Rolle des Captain Edward Parmalee in der Westernserie Laredo. 
Von 1979 bis 2007 spielte er die Rolle des Asa Buchanan in der Seifenoper Liebe, Lüge, Leidenschaft. Er stieg aus der Serie aus, nachdem bei ihm 2006 Lungenkrebs diagnostiziert wurde. Am 6. Februar 2009 starb er im Alter von 83 Jahren.

## Filmografie (Auswahl)
- 1950: Three Husbands
- 1951: Verfolgt (Tomorrow Is Another Day) (Stimme als Radiosprecher)
- 1951: Unternehmen Seeadler (Operation Pacific)
- 1951: Ich war FBI Mann M.C. (I Was a Communist for the FBI)
- 1951: Meuterei im Morgengrauen (Inside the Walls of Folsom Prison)
- 1952: Gegenspionage (Springfield Rifle)
- 1952: Der tote Zeuge (Operation Secret)
- 1952: This Woman is Dangerous
- 1953: Bis zur letzten Kugel (The Nebraskan)
- 1953: Der Rebell von Kalifornien (The Man Behind the Gun)
- 1953: Schwere Colts in zarter Hand (Calamity Jane)
- 1953: Mit der Waffe in der Hand (Gun Fury)
- 1954: Galgenvögel (Wyoming Renegades)
- 1954: Sie ritten nach Westen (They Rode West)
- 1954: Schachmatt (Pushover)
- 1954: Fliegende Hufe (The Outlaw Stallion)
- 1955: Mit Leib und Seele (The Long Gray Line)
- 1955: Keine Zeit für Heldentum (Mister Roberts)
- 1956–1957: Tales of the 77th Bengal Lancers (Fernsehserie, 26 Folgen)
- 1957: The Shadow on the Window
- 1958: Die blonde Venus (Screaming Mimi)
- 1958: Sie nannten ihn Komantsche (Tonka)
- 1959–1960: Philip Marlowe (Fernsehserie, 26 Folgen)
- 1961: Westlich von Santa Fé (The Rifleman; Fernsehserie, Folge Death Trap)
- 1962: Cheyenne (Fernsehserie, 2 Folgen)
- 1962–1963: 77 Sunset Strip (Fernsehserie, 4 Folgen)
- 1963/1965: Die Leute von der Shiloh Ranch (The Virginian; Fernsehserie, 2 Folgen)
- 1964: Der schwarze Kreis (Dead Ringer)
- 1964: 2071: Mutan-Bestien gegen Roboter (The Time Travelers)
- 1965: Entscheidung am Big Horn (The Great Sioux Massacre)
- 1965: Revolver diskutieren nicht (Town Tamer)
- 1965–1967: Laredo (Fernsehserie, 56 Folgen)
- 1968/1969: Der Chef (Ironside; Fernsehserie, 2 Folgen)
- 1971: Rauchende Colts (Gunsmoke; Fernsehserie, Folge Trafton)
- 1975: Ein Sheriff in New York (McCloud; Fernsehserie, Folge The Man with the Golden Hat)
- 1976: Mach ein Kreuz und fahr zur Hölle (Fighting Mad)
- 1976: Die Sieben-Millionen-Dollar-Frau (The Bionic Woman; Fernsehserie, Folge The Vega Influence)
- 1979: Unsere kleine Farm (Little House on the Prairie; Fernsehserie, Folge The Halloween Dream)
- 1980: Monster aus der Tiefe (Monster)
- 1980–2008: Liebe, Lüge, Leidenschaft (One Life to Live, Seifenoper)